# Xemeneia d'Arenys de Mar
La Xemeneia d'Arenys de Mar és una obra d'Arenys de Mar (Maresme) protegida com a bé cultural d'interès local.

## Descripció
És una magnífica xemeneia de forma cilíndrica d'obra vista de totxo, amb motllures al basament. Actualment es troba aïllada, prop de la carretera, a la part de ponent de la població, però forma part d'un edifici. L'estat de conservació és prou bo, excepte l'extrem superior, un xic deteriorat.